# NGC 5344
NGC 5344 (другие обозначения — ZWG 336.26, NPM1G +74.0102, PGC 49085) — спиральная галактика (S) в созвездии Малая Медведица.
Этот объект входит в число перечисленных в оригинальной редакции «Нового общего каталога».